# Televisão na Bolívia
A televisão foi uma das mídias que integraram a população nacional, até a segunda década do século XXI, através das redes sociais.

## História
Na década de 60 do século XX, foram feitos testes para emiti-lo, e em 30 de agosto de 1969, no governo pleno de Luis Adolfo Siles Salinas é dada a primeira transmissão de televisão em território boliviano, com a criação da Televisão Boliviana baseada em La Paz. Atualmente, existem 185 estações ou estações de televisão no território nacional, onde a maioria está instalada na cidade de Santa Cruz de la Sierra com 37 meios de televisão.
Ultimamente os meios de comunicação da Bolívia estão divididos em três setores, dos quais o jornalismo pertence a nenhum e é o mais danificado. O primeiro setor é o entretenimento, excluindo idade, gênero e realidades. O segundo setor é a produção cultural mais ofuscada pela primeira. O último setor é informativo, mas não é imparcial e é unilateral e, por conveniência, a política boliviana e seus partidos políticos são exemplos claros da TV boliviana de programação da linha governamental (Movimiento al Socialismo) e da Red UNO em favor de sua oposição Unidad Democrata, com editoriais de pouco ou nenhum profissionalismo.
Os meios de comunicação mais frequentes que os moradores veem estão entre os 5 mais vistos Unitel, Red ATB, Red ONU, Bolivisión e TV Bolívia, todas as principais cidades como La Paz (sede do governo) e Santa Cruz (cidade com mais habitantes da Bolívia).

## Canais de Televisão

### Cananais públicos
Canais administrados pelo governo da Bolívia.
| Estações de televisão               | Início | Sede   | Tipo de propriedade | Proprietário       |
| ----------------------------------- | ------ | ------ | ------------------- | ------------------ |
| Bolivia TV                          | 1969   | La Paz | Público             | Governo da Bolivia |
| Bolivia TV HD (Bolivia TV Esportes) | 2012   | La Paz | Público             | Governo da Bolivia |

### Canais privado
Canais que podem ser vistos em quase todo o país por sinal aberto.
| Estações de Televisão | Início | Sede                    | Tipo de propriedade | Proprietário            |
| --------------------- | ------ | ----------------------- | ------------------- | ----------------------- |
| Red ATB               | 1984   | La Paz                  | Privado             | Akaishi Investments     |
| Unitel                | 1987   | Santa Cruz de la Sierra | Privado             | Osvaldo Monasterio Añez |
| Unitel HD             | 2018   | Santa Cruz de la Sierra | Privado             | Osvaldo Monasterio Añez |
| Red UNO               | 1984   | Santa Cruz de la Sierra | Privado             | Grupo Kuljis            |